# Передньосерединний меридіан
Передньосерединний меридіан (кит.: 任脈 [рьон-май] (жень-май)) — п'ятий чарівний меридіан із восьми, це Їнь-меридіан. Містить 24 пункти.
Позначають як, цифрами — XIV, літерами — VC(фр.), IM(нім.), CV(англ.).

## Функціональна характеристика та загальні покази
Передньосерединний меридіан непарний, належить до системи їнь. Не входить до загального кола циркуляції енергії в тілі людини, не має певної погодинної активності. Передньосерединний меридіан поєднує всі іньські меридіани. За певних умов перетворюється на чарівний меридіан (жень-май, ЧС V).Зовнішній хід меридіана починається в промежині (точка 1 хуей-їнь), підіймається по середній лінії живота, грудей, шиї та закінчується на підборідді. Тут два симетричні відгалуження йдуть до очних ямок, огинаючи губи. Внутрішній хід меридіана починається також від (точки J1), входить у малий таз, черевну та грудну порожнини, потім йде до горла та гортані. На передньосерединному меридіані 24 активні точки. Основні симптоми та патологічні стани передньосерединного меридіана: точки 1-9 — симптоматика хвороб органів сечостатевої системи та кишки; точки 10-15 — симптоматика хвороб — органів травлення, розлади нервової системи та психіки; точки 16-24 — симптоматика хвороб дихальної системи, стравоходу, гортані, органів ротової порожнини. Передньосерединний меридіан, як і задньосерединний, не має стандартних точок.

## Пункти на меридіані
1. Хуей-їнь (злиття їнь) — у чоловіків між мошонкою і заднім проходом, у жінок між спайкою великих статевих губ і заднім проходом. Відповідно до вказівок стародавньої літератури, використання цієї точки показано для порятунку життя потопельника. Показання: гіпергідроз і дерматит в області промежини, затримка сечі, запір, дисменорея, імпотенція, захворювання прямої кишки.
2. Цюй-гу (вигнута кістка) — середина верхнього краю лобкової кістки. Показання: захворювання органів сечостатевої системи.
3. Чжун-цзи (середня точка вершини) вище лобка на 1 цунь. Показання: захворювання сечостатевої системи..
4. Гуань-Юань (ворота джерела) вище лобка на 2 ц. Показання: захворювання тонкої кишки та сечостатевих органів, депресивні стани.
5. Ши-мень (кам'яні ворота) нижче пупка на 2 ц. Показання: розлади менструального циклу, болі в низу живота, біль в уретрі, пронос, коліт, гіпертензія.
6. Ци-хай (море енергії) нижче пупка на 1,5 ц. Показання: порушення менструального циклу, метрорагія, імпотенція, болі в животі, затримка сечі, розлади функцій органів травлення, запори, гіпертензія, порушення сну.
7. Інь-цзяо (перехрестя інь) на середній лінії живота нижче пупка на 1 ц. Показання: захворювання сечостатевих органів та кишок.
8. Шень-цюе (божественний кордон) — у центрі пупка. Голковколювання протипоказане. Прогрівання 20-30 хв. Показання: пронос, асцит, здуття живота, блювання, пронос, геморой.
9. Шуй-фень (розподіл води) вище пупка на 1 ц. Показання: біль в шлунку, кишкова коліка, пронос, запір, розлади дихання.
10. Ся-вань (нижній канал) вище пупка на 2 ц. Показання: біль в животі, метеоризм, диспепсія, відсутність апетиту, гастроптоз, гастрит.
11. Цзянь-лі (залишена місцевість) — вище пупка на 3 ц. Показання: захворювання шлунка, асцит, спазм діафрагми.
12. Чжун-вань (середній канал) вище пупка на 4 ц. Показання: головний біль, біль в животі, хвороби шлунку, розлади дихання, гіпертензія, блювота, запір.
13. Шан-вань (верхній канал) вище пупка на 5 ц. Показання: ті самі.
14. Цзюе-цюе (межа-сили) вище пупка на 6 ц. Показання: хвороби шлунку, серця та легень. стан тривоги та страху, маніакальний стан, епілепсія.
15. Цзю-вей (хвіст голуба) до низу від кінця мечоподібного відростка на 15 мм. Показання: неврастенія, реактивні психози, хвороби шлунку, серця і легень.
16. Чжун-тін (середній двір) відповідає межі з'єднання тіло грудини та мечоподібного відростка на рівні п'ятого міжребер'я. Показання: задуха, бронхіальна астма, біль в горлі, відсутність апетиту, блювота.
17. Тань-чжун (середина грудей) на передній серединній лінії грудної клітки на рівні четвертого міжребер'я. Показання: торакалгія, задуха, серцебиття, бронхіт, бронхіальна астма, міжреберна невралгія, мастит, спазм стравоходу.
18. Юй-тан (нефритова зала) розташована на рівні третього міжребер'я по середині тіла грудини. Показання: ті ж самі.
19. Цзи-гун (пурпуровий палац) на передній серединній лінії грудної клітки на рівні другого міжребер'я. Показання: ті ж.
20. Хуа-гай (чудове покриття) відповідає місцю з'єднання руків'я і тіла грудини на рівні суглобової вирізки II ребра. Показання: хвороби органів дихання, у тому числі верхніх дихальних шляхів.
21. Сюань-цзи (перловий нефрит) в центрі руків'я грудини на рівні суглобової вирізки I ребра. Показання: бронхіальна астма, тонзиліт, набряк гортані, хвороби стравоходу та шлунку.
22. Тянь-ту (небесна стежка) у центрі яремної вирізки грудини, між грудино-ключично-соскоподібними м'язами. Показання: бронхіальна астма, спазм м'язів гортані, ларингіт, тонзиліт, розлади мови, блювота, спазм стравоходу.
23. Лянь-цюань (бічне джерело) в щілині, що утворюється між нижнім краєм під'язикової кістки та верхньою вирізкою щитоподібного хряща. Показання: бронхіт, астма, ларингіт, глосит, слинотеча.
24. Чен-цзян в центрі підборідно-губної борозни. Показання: параліч лицевого нерва, геміплегія, птоз повік, зубний біль, стоматит, невралгія третьої гілки трійчастого нерва, цереброваскулярні розлади, епілепсія, колапс.